# Renjith Maheswary
Renjith Maheswary (Kottayam, 30 januari 1986) is een Indiaas atleet die is gespecialiseerd in het hink-stap-springen. Hij nam vertegenwoordigde zijn land bij grote internationale atletiekwedstrijden. Zo nam hij driemaal deel aan de Olympische Spelen, maar hierbij geen medailles.

## Biografie
Zijn eerste internationale wedstrijden deed hij in 2004. Toen werd hij zesde op de Aziatische jeugdkampioenschappen hink-stap-springen en werd op het WK junioren in Grosseto uitgeschakeld met een beste sprong van 15,62 m.
Op de Aziatische kampioenschappen 2007 in Amman won Maheswary het hink-stap-springen met een zeer goede sprong van 17,19 m, al werd hij hierbij door een teveel aan rugwind geholpen. Eerder dat jaar kwam hij tot 17,04 meter onder reglementaire omstandigheden. Op de wereldkampioenschappen atletiek 2007 in Osaka werd hij met 16,38 meter uitgeschakeld in de kwalificatierondes. Op de Olympische Spelen van 2016 in Rio de Janeiro vertegenwoordigde hij zijn land bij het hink-stap-springen. Met 16,13 sneuvelde hij echter al in de kwalificatieronde.

## Titels
- Aziatisch kampioen hink-stap-springen - 2007

## Persoonlijk record
| Onderdeel          | Prestatie | Datum           | Plaats    |
| ------------------ | --------- | --------------- | --------- |
| hink-stap-springen | 17,07 m   | 12 oktober 2010 | New Delhi |

## Palmares

### hink-stap-springen
- 2004: 7e in kwal. WK junioren - 15,62 m
- 2006: 4e Aziatische Spelen - 16,54 m
- 2007:  Aziatische kamp. - 17,19 m
- 2007: 13e in kwal. WK - 16,38 m
- 2008: 18e in kwal. OS - 15,77 m
- 2009: 4e Aziatische kamp. - 16,48 m
- 2010:  Gemenebestspelen - 17,07 m
- 2010: 7e IAAF/VTB Bank Continental Cup - 16,69 m
- 2010: 4e Aziatische Spelen - 16,76 m
- 2011: NM in kwal. WK
- 2012: NM in kwal. OS
- 2013:  Aziatische kamp. - 16,76 m
- 2013: 6e in kwal. WK - 16,63 m
- 2014: 9e Aziatische Spelen - 15,67 m
- 2014: 8e IAAF Continental Cup - 15,91 m
- 2016: 15e in kwal. OS - 16,13 m